# Frans Jozefland
Frans Jozef(s)land (Russisch: Земля Франца-Иосифа, Zemlja Frantsa Iosifa) is een groep van 192 vulkanische eilanden ten noordoosten van Spitsbergen, ten westen van de eilandengroep Severnaja Zemlja (Noordland) en ten noorden van Nova Zembla en de Barentszzee, die onderdeel uitmaakt van de Russische oblast Archangelsk. De eilanden hebben een gezamenlijke oppervlakte van 20.700 km² (volgens andere bronnen 16.090 km²) en zijn zowel in Europa als in Rusland het meest noordelijke gebied. Kaap Fligely (August von Fligely) op het Rudolfeiland (ostrov Roedolfa) is het noordelijkste punt van de groep. De eilandengroep ligt in de tijdzone van de oblast Archangelsk (MSK/MSD).
De eilanden werden in 1873 door de Oostenrijks-Hongaarse Noordpoolexpeditie bij toeval bezocht door poolonderzoekers Julius von Payer en Karl Weyprecht en door hen vernoemd naar Keizer Frans Jozef I. In 1926 werden de eilanden geannexeerd door de Sovjet-Unie, waarna in 1929 de Sovjetvlag werd geplant. Sinds 1991 vormen de eilanden onderdeel van Rusland. Op 4 september 2011 werd Frans Jozefland bij het sinds 2009 bestaande Nationaal Park Arctisch Rusland gevoegd, waarin ook de archipel Nova Zembla en het eiland Victoria zijn opgenomen.
Alleen met speciale toestemming is het geoorloofd om de eilandengroep te bezoeken. Er is enige militaire en wetenschappelijke activiteit, maar er zijn verder geen inwoners.

## Ligging van Frans Jozefland
Kaap Fligely (mys Fligely) op het Rudolfseiland (ostrov Roedolfa) is de noordelijkste landpunt van Europa (81° 51' NB.). In sommige geografische teksten (bijvoorbeeld in Engelstalige) wordt Frans Jozefland per abuis tot Azië gerekend.
De eilanden bestaat uit fjorden, inhammen en meestal dichtgevroren zee-engtes. Het noordelijkste punt van Frans Jozefland ligt op ongeveer 900 kilometer van de Noordpool. Het zuidelijkste eiland ligt op ongeveer 370 kilometer van het eiland Nova Zembla. In het noorden grenst de Barentszzee aan Frans Jozefland. In totaal bestaat de archipel uit 192 eilanden, waarvan traditioneel 80% het hele jaar met ijs bedekt is. De bedekking met ijs neemt af door de opwarming van de Noordelijke IJszee. De archipel is van vulkanische oorsprong. Het hoogste punt ligt op Wiener Neustadteiland (ostrov Viner-Nejsjtadt) op 620 meter boven de zeespiegel.
De meeste prominente geografische objecten (eilandnamen, kapen, baaien e.d.) dragen de namen van buitenlandse personen. Russische namen werden met name in de jaren 1950 en '60 gegeven aan kleinere geografische objecten na expedities waarbij deze in kaart werden gebracht.

## De archipel

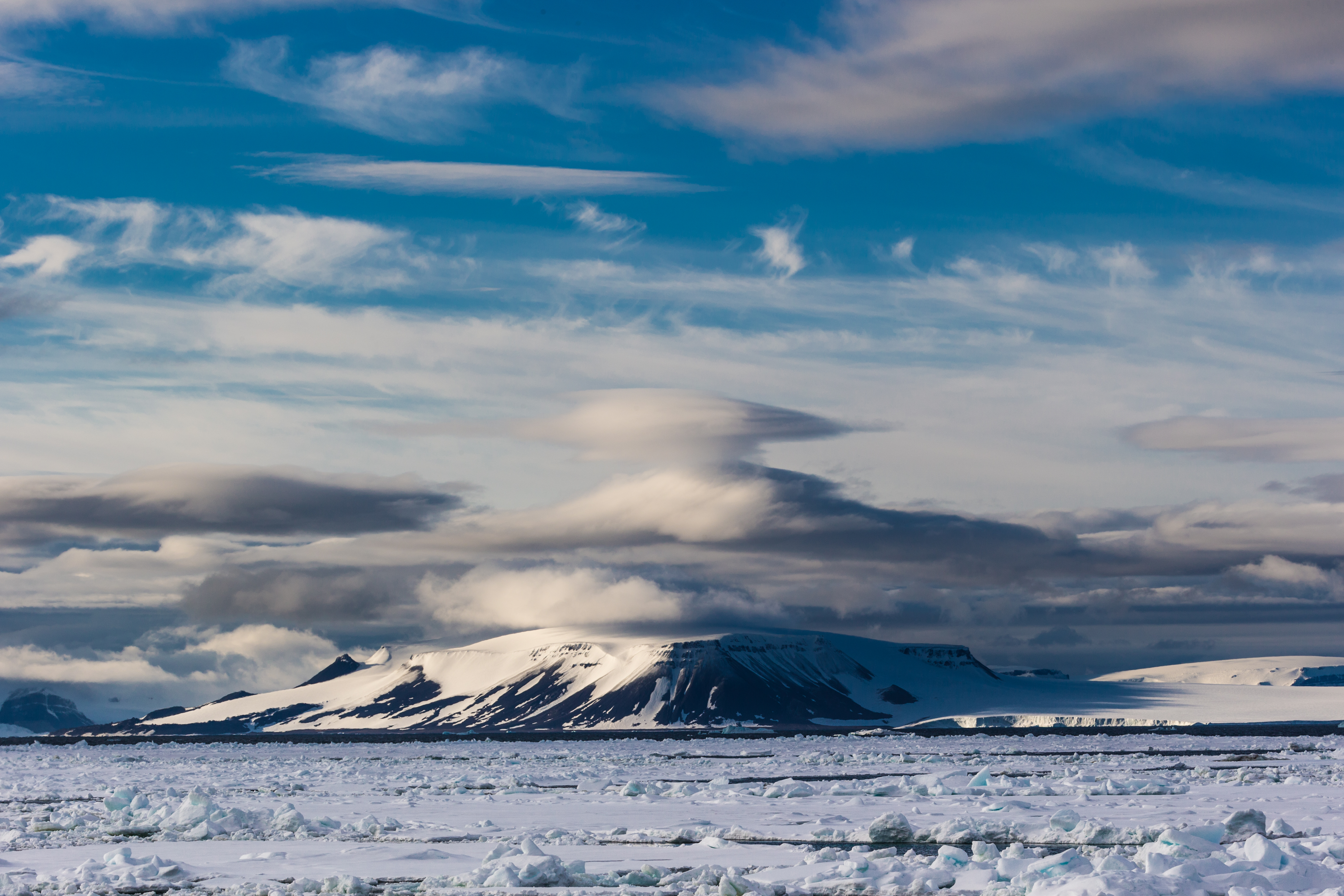
Wiener Neustadteiland, gezien vanaf zee

- Alexandraland (Zemlja Aleksandry) heeft een weerstation en het vliegveld Nagoerskoje. In de Koude Oorlog bevond zich hier ook een radarstation.
- Georg-eiland (Ostrov Georga) met het schiereiland Armitidsj is het grootste eiland.
- Graham Belleiland heeft de langste landingsbaan van de archipel (2.100 meter). Hier starten en landen de zware vrachtvliegtuigen.
- Hall-eiland met de typerende rots Kaap Tegethoff. Hier zagen von Payer en Weyprecht voor de eerste keer land, nadat zij tien maanden door het ijs opgesloten waren.
- Northbrook is een van de zuidelijkste eilanden en is relatief goed toegankelijk.
- Rudolfeiland (Ostrov Roedolfa) is het noordelijkste eiland en vertrekpunt voor noordpoolexpedities aan het einde van de 19de en aan het begin van de 20e eeuw. Dit gebeurde vanaf de Teplitz-baai. Aan de voet van de gletsjer bevindt zich een korte ijslandingsbaan.
- Wiener Neustadteiland (Ostrov Viner Nejsjtadt) heeft de hoogste berg van de eilandengroep.
- Ziegler-eiland (Ostrov Ziglera), hier bevond zich het Oostenrijkse observatiestation "Payer-Weyprecht".

## Klimaat
Er heerst een streng arctisch klimaat en het stormt er vaak. Aan het einde van de korte zomer heerst er vaak een dichte mist. De temperatuur bedraagt gemiddeld +2 °C in de zomer en -22 °C in de winter. Er zijn temperaturen van +10 °C en -48,9 °C gemeten als uitersten. Deze gegevens zijn afkomstig van het weerstation Nagoerskoje op Alexander-Land in het westen van de archipel.
De eilandengroep ligt aan de rand van de pakijsgrens. Dat betekent dat ten noorden van de archipel het ijs ook in de zomer niet dooit.

## Flora en fauna
Dicht bij de noordpool is de vegetatie zeer minimaal. Op Frans Jozefland zijn er verschillende mossen en grassoorten. In de zomer zijn er een paar zomerbloeiers die zich in een korte tijd moeten laten bestuiven om hun zaad te kunnen verspreiden. Een groot deel van de archipel blijft het hele jaar bedekt met ijs. In sommige door de zon beschenen sneeuwvelden kunnen zich ijsalgen vormen die mooie kleuren hebben, zoals scharlakenrood en grasgroen.
De meest voorkomende diersoorten zijn walrussen, zeehonden, poolvossen, ijsberen en verschillende insectensoorten. De ijsvrije kliffen en stranden worden door zeevogels bevolkt die hier hun jongen uitbroeden. Alleen de ijsbeer overwintert op de archipel.

## Geschiedenis
Het zeegebied rond Frans Jozefland werd in de 17e eeuw door robbenjagers en walvisjagers ontdekt. Aanwijzingen hiervoor zijn documenten van de Nederlandse zeevaarder Cornelis Roule uit 1675. In 1868 mat de Noor Nils Fredrik Rönnebeck een aantal eilanden op en claimde het land voor Noorwegen. Hij noemde het Rönnebecks-land. Op 30 augustus 1873 ontdekte de Oostenrijkse expeditie van Karl Weyprecht en Julius von Payer het eiland Gallia (ostrov Gallja) opnieuw. De archipel, die toen nog steeds onder de naam Rönnebeck-land bekendstond en tot Noorwegen behoorde, werd toen naar keizer Frans Jozef I vernoemd. Het zuidelijk gebied werd voor en na de overwintering van 1873/74 verkend. De poolonderzoekers Fridtjof Nansen en Hjalmar Johansen overwinterden in de winter van 1895/96 op Kaap Noorwegen op het Jacksoneiland (ostrov Dzjeksona) na een mislukte poging om de noordpool te bereiken. De volgende zomer ontmoetten zij de Britse poolonderzoeker Frederick Jackson.
Op de plek van de eerste ontdekking op Kaap Tegetthoff (Mys Tegetchof) werd tijdens de Walter Wellman-Expeditie (1898-1899) een gedenksteen opgericht (coördinaten: 80° 05′ NB, 58° 01′ OL ). Op Kaap Geller op Wilczekland (Zemlja Viltsjeka; vernoemd naar Johann Nepomuk Graf Wilczek) overwinterden in 1899 ook een aantal leden van de Welle-Expeditie. In 1901 moest de expeditie van de Amerikaanse Evelyn Baldwin op het Alger-eiland (ostrov Aldzjer) overwinteren. Op het Northbrook (ostrov Nortbroek) werden in 1904 kolen gedolven door een expeditie, waarvan het schip later in de buurt van de Rudolf-eiland zonk.
In 1915 bereikte Valerian Albanov Frans Jozefland. Hij was navigator aan boord van de Svjataja Anna. Het schip kwam onlosmakelijk vast te zitten in het ijs ten noorden van Frans Jozefland. Valerian Albanov besloot een poging te wagen om te voet Frans Jozefland te bereiken. Dertien medereizigers gingen met hem mee. Twee personen, waaronder Albanov, bereikten Frans Jozefland. Van de andere medereizigers en het schip Heilige Anna is nooit meer iets vernomen.
In 1926 kwam Frans Jozefland in bezit van de Sovjet-Unie. Tussen 1929 en 1963 was de Tichaja-baai op Hooker-eiland (ostrov Goekera) het belangrijkste vertrekpunt voor poolexpedities. In 1931 vloog LZ 127 "Graf Zeppelin" over de archipel tot over de noordelijkste landpunt (Kaap Fligeli).
Tijdens de Tweede Wereldoorlog bevond zich tussen augustus 1943 en juli 1944 in de Cambridgebaai op Alexanderland een geheim Duits weerstation met de codenaam "Schatzgräber". Het personeel moest wegens ziekte terug. De materialen werden in oktober 1944 door onderzeeboten weggehaald.
Tijdens de Koude Oorlog was de gehele archipel gesloten gebied in verband met de strategische ligging. Op Graham Belleiland (ostrov Greem Bell) was een bommenwerpereskader gestationeerd.
Op 23 december 1996 verongelukte een Russisch vliegtuig (An-72) bij de landing op de landingsbaan bij Nagoerskoje. In april/mei 2005 werd de Payer-Weyprecht-herdenkingsexpeditie met speciale toestemming naar Frans Jozefland gemaakt. De moderne expeditie bestond uit twee Oostenrijkers, twee Russen en een poolhond.